# Musikhögskolan vid Göteborgs universitet
Musikhögskolan vid Göteborgs universitet var fram till 2005 en av Sveriges sex statliga musikhögskolor. Verksamheten ingår idag i Högskolan för scen och musik vid Göteborgs universitet. Vid musikhögskolan bedrevs utbildning av musiker, musiklärare, kyrkomusiker och tonsättare liksom magister- och forskarutbildning i musikpedagogik och musikalisk gestaltning. Sammanlagt var cirka 600 studenter och 150 lärare verksamma vid institutionen.

## Historik
Verksamheten vid musikhögskolan i Göteborg kan ledas tillbaka till 1916. Då startades en orkesterskola vid Konserthuset. Det var en privat musikutbildning med tonsättaren och dirigenten Wilhelm Stenhammar som ledare och med lärarna hämtades från stadens orkesterförening. År 1954 bildades Göteborgs musikkonservatorium. Konservatoriet finansierades genom kommunala medel samt av elevavgifter. Vid konservatoriet fanns utbildningar till musiker och så småningom utbildningar till musikpedagog, musiklärare samt kyrkomusiker. Från starten var verksamheten lokaliserad till konserthuset - först på Heden, där konserthuset i Göteborg då låg samt senare i nuvarande konserthus lokaler. 1964 fick konservatoriet egna lokaler. 
Från slutet av 1950-talet finansierades verksamheten i växande utsträckning av staten. 1971 förstatligades konservatoriet och ändrade då namn till Musikhögskolan i Göteborg. Vid sidan av musikhögskolan startades en statlig försöksutbildning av lärare i musik och annat ämne, den så kallade SÄMUS-utbildningen. Orsaken till detta var dels den mycket stora bristen i på utbildade musiklärare i Sverige, dels att den äldre utbildningen inte tillräckligt väl förberedde för de nya läroplaner som införts i Sverige 1969 för grundskolan (Lgr69) och 1970 för gymnasieskolan (Lgy70). I och med SÄMUS-utbildningen breddades också antalet musikaliska genrer inom svensk högre musikutbildning. 
År 1977 införlivades båda utbildningarna i Göteborgs universitet. År 1978 reformerades all högre musikutbildning i Sverige och SÄMUS-utbildningen blev då en del av musikhögskolans musiklärarutbildning. En viktig milstolpe för institutionen var då verksamheten 1992 kunde samlas i byggnaden Artisten nära Götaplatsen i Göteborg. 
2005 slogs musik-, teater-, och operahögskolorna vid Göteborgs universitet samman till en gemensam institution med namnet Högskolan för scen och musik.

### Rektorer/prefekter
Enligt skolans matriklar.
- Olof Ling                           1954    - 1965

- N Gunnar Sjöström      1966 - 1979 (interimistisk prefekt 1977-1979)

- Gösta Ohlin                  1979 - 1983

- Bengt Olsson                1983 - 1988

- Stig-Magnus Thorsén   1988 - 1994

- Henrik Tobin                  1994 -1998

- Ingemar Henningsson   1998 - 2005